# Michelet (Turner)
Michelet, dessen Vorname nicht bekannt ist, war ein belgischer Turner.
Er nahm bei den Olympischen Sommerspielen 1900 am Einzelmehrkampf teil. Dort belegte er mit 192 Punkten den 112. Platz.